# Mala Mučna
Mala Mučna je naselje u Hrvatskoj u sastavu općine Sokolovca. Nalazi se u Koprivničko-križevačkoj županiji. 

## Zemljopis
Zapadno je Velika Branjska, sjeverozapadno su Mala Branjska, Srijem i Miličani,  sjeveroistočno je Peščenik, istočno su Brđani Sokolovački, Gornji Maslarac i Hudovljani, jugoistočno je Donji Maslarac i Rovištanci, južno je Široko Selo, jugozapadno su Ladislav Sokolovački i Trnovac Sokolovački.

## Stanovništvo
| broj stanovnika | 319   | 348   | 158   | 203   | 228   | 222   | 217   | 259   | 280   | 219   | 205   | 182   | 142   | 120   | 111   | 81    | 62    |
|                 | 1857. | 1869. | 1880. | 1890. | 1900. | 1910. | 1921. | 1931. | 1948. | 1953. | 1961. | 1971. | 1981. | 1991. | 2001. | 2011. | 2021. |